# Ca Salat
Ca Salat és una obra de Valls (Alt Camp) protegida com a Bé Cultural d'Interès Local.

## Descripció
Edifici situat entre mitgeres en el carrer Cort. Es tracta d'una construcció de cinc altures, planta baixa, entresòl i tres pisos. Fou aixecat de nou l'any 1929 on n'hi havia un altre d'origen medieval. La façana presenta una ornamentació senzilla amb motllures i simulacions de carreus en l'arrebossat. Hi destaca, a l'entresòl, un fanal de ferro forjat amb la figura d'un drac.

## Història
Edifici que acollí la seu del Banc Central durant bona part del segle xx.